# The Miracle Worker (peça)
The Miracle Worker é uma peça de teatro em três atos estadunidense de 1959 escrita pelo dramaturgo William Gibson. Apresentada pela primeira vez no Teatro Playhouse em 19 de outubro de 1959, é adaptada da série de televisão Playhouse 90 e baseada na autobiografia The Story of My Life, de Helen Keller.
Venceu o Tony Award de melhor peça de teatro.

## Personagens
- Annie Sullivan
- Helen Keller
- Arthur H. Keller
- Kate Keller
- James Keller
- Ev
- Anagnos
- Viney
- Percy
- Martha